# 維新路 (鳳山區)
維新路（Weixin Rd.）為高雄市鳳山區的南北向重要幹道，編號市道183號。北於光遠路口接經武路，南止於中山路口，市道183號往南續接五甲一路。維新路是往來鎮北地區、鳳山市區與五甲地區的重要中間路段。

## 行經行政區域
- 鳳山區

## 沿線設施
（由北至南）
- 光遠路
- 大東醫院
- 廣招英溫州餛飩大東維新店
- 桌上賓中式快餐便當鳳山總店
- 鳳山大學眼科診所
- 凱基證券鳳山分公司
- 鳳山區農會
- 劉家酸菜白肉鍋鳳山店
- 迷客夏高雄鳳山店
- 老牌周燒肉飯五甲店
- 茶的魔手鳳山維新店
- 曼都髮型鳳山店
- 鳳山第一公有零售市場
- 鳳山老店水煎包